# Kazimierz Filipiak (wojewoda)
Kazimierz Bronisław Filipiak (ur. 3 września 1942 w Szczytach, zm. 1 grudnia 2018 w Zgierzu) – polski chemik, nauczyciel akademicki, ostatni wojewoda sieradzki.

## Życiorys
Syn Władysława i Zofii. W 1965 ukończył studia chemiczne na Wydziale Matematyczno-Fizyczno-Chemicznym Uniwersytetu Łódzkiego. W 1973 obronił doktorat na Politechnice Łódzkiej. Specjalizuje się w adsorpcji i katalizie oraz ochronie środowiska.
W latach 1965–1995 pozostawał pracownikiem naukowym Instytutu Chemii Ogólnej na PŁ, dochodząc do stanowiska starszego wykładowcy. W 1980 wstąpił do „Solidarności”, należał do założycieli związku na Politechnice Łódzkiej. Od 1992 wchodził w skład zarządu Regionu Łódzkiego, pełniąc w latach 1995–1998 funkcję wiceprzewodniczącego.
W 1998 był wojewodą sieradzkim, ostatnim w historii tego województwa. Z ramienia AWS sprawował mandat radnego sejmiku łódzkiego I kadencji.
Po odejściu z urzędu wojewódzkiego był prezesem Łódzkiego Rolno-Spożywczego Rynku Hurtowego w Łodzi, a także ponownie pracownikiem naukowym PŁ. Od 2002 zajmuje stanowisko dyrektora w łódzkim Zakładzie Wodociągów i Kanalizacji.
Należał do Ruchu Społecznego AWS, następnie wstąpił do Partii Centrum. Kilkakrotnie bez powodzenia kandydował w późniejszych wyborach parlamentarnych i samorządowych. Działał w Chrześcijańskim Ruchu Samorządowym.
Odznaczony m.in. Złotym Krzyżem Zasługi.